# 泗城府

泗城府在广西省的位置（1820年）

泗城府，是中国清朝时设置的一个府，隶属于广西。

## 沿革
明朝时为泗城直隶州。清朝顺治（1644年—1661年）初年，升为泗城土府。顺治十五年（1658年）升为泗城府，不久又改泗城军民府，属思恩府。雍正五年（1727年），恢复泗城府，改土归流，设置流官。乾隆五年（1740年），增设凌云县，为泗城府治所。乾隆七年（1742年），西隆直隶州和所属西林县，归属泗城府。乾隆九年（1744年），改隶左江道。下辖西隆州、凌云县、西林县。相当于现在广西壮族自治区西部布柳河、澄碧水流域以西地区。民国二年（1913年），废泗城府入凌云县。

## 延伸阅读
[在维基数据编辑]
 《欽定古今圖書集成·方輿彙編·職方典·泗城府部》，出自陈梦雷《古今圖書集成》